# Pleurogonius malaclemmys
Pleurogonius malaclemmys är en plattmaskart. Pleurogonius malaclemmys ingår i släktet Pleurogonius och familjen Pronocephalidae. Inga underarter finns listade i Catalogue of Life.